# Bauerbacher Kreuz

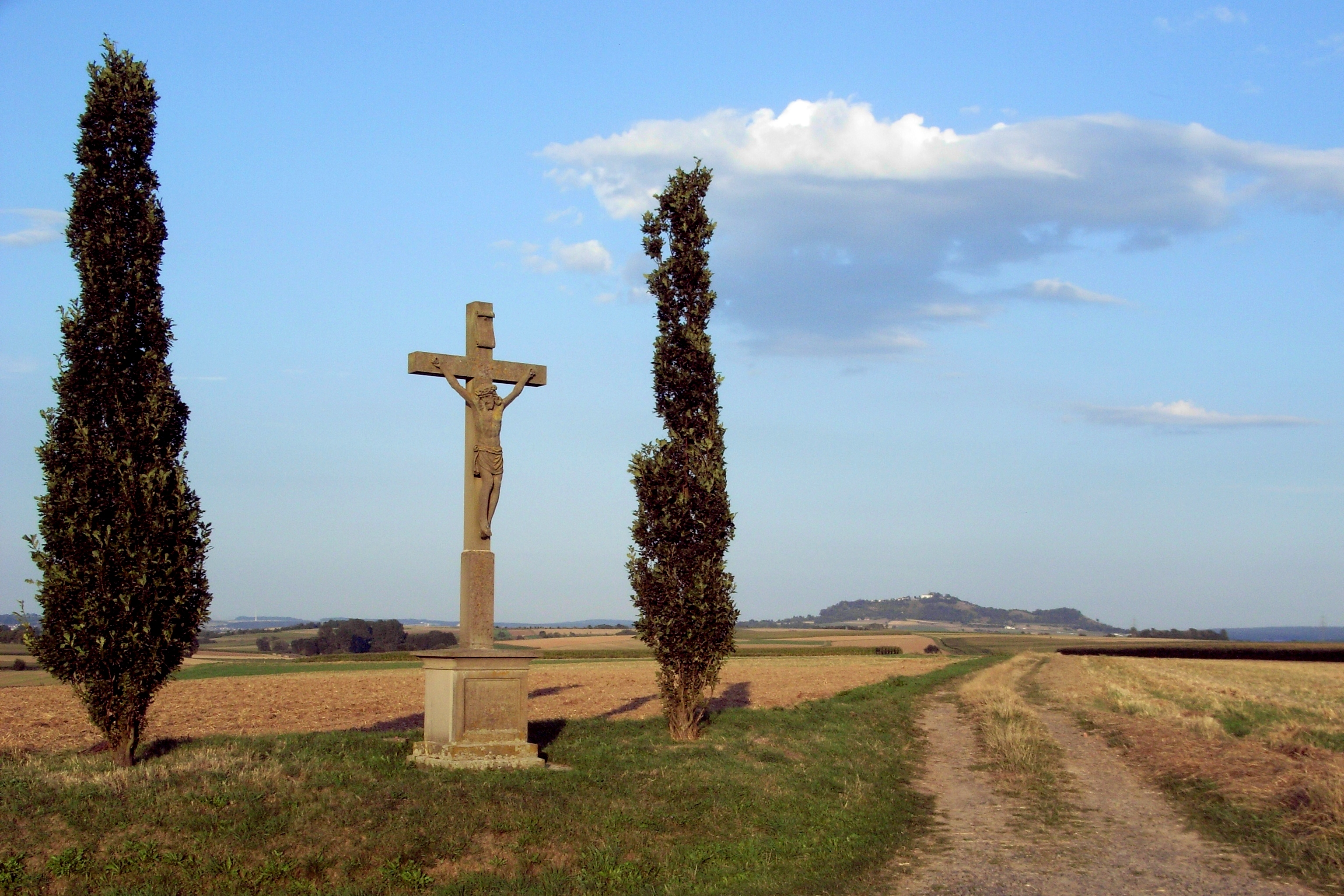
Bauerbacher Kreuz, im Hintergrund Amöneburg

Das sogenannte Bauerbacher Kreuz an der Kreisstraße 35 zwischen Bauerbach und Schröck ist ein Wegekreuz aus Sandstein, das besonders zu Christi Himmelfahrt besucht wird. Es wurde 2001 durch die Stadt Marburg errichtet. Das zuvor dort befindliche Wegekreuz, das 1902 von Pfarrer Ingnaz Christian Danz (* 11. Januar 1833, Salmünster; † 21. April 1919, Schröck) errichtet wurde, musste aufgrund witterungsbedingter Zerstörungen entfernt werden. Zuvor stand bereits ein Wegekreuz, über das wenig bekannt ist.

## Objektbeschreibung
Das Wegekreuz zeigt den gekreuzigten Jesus Christus. Zu den Seiten befinden sich zwei junge Pappeln. Die zuvor dort stehenden alten Pappeln, die 1952 von Hauptlehrer Keller gepflanzt worden waren, wurden im September 2009 aufgrund von Pilzbefall gefällt. Im Sockel befindet sich eine gemeißelte Inschrift mit dem Text: „Suche dir keinen anderen Weg als diesen königlichen Weg des heiligen Kreuzes. Imitat. Chr. II 12.6.“